# Anuce Foës
Anuce Foës (latin Anucius eller Anutius Foësius), född 1528 i Metz, död där 1595, var en fransk läkare och grecist.
Foës gjorde sig känd som återställare av Hippokrates medicinska läror och som utgivare av en kritisk upplaga av hans skrifter: Hippocratis medicorum omnium facile principis opera omnia, quæ exstant (1595).